# 军山气象台
军山气象台位于中国江苏省南通市崇川区，是中国历史上第一个由国人自主创办的气象台。该气象台由中国近代实业家张謇筹建，建筑由中国近代的知名建筑师孙支厦设计，于1914年选址动工，1916年竣工，在所有测量仪器准备就绪后于1917年正式开始观测。
1997年，中国气象局确认军山气象台为国人自建的第一座气象台，南通市政府将其旧址列为市级重点文物保护单位。目前军山气象台旧址扩建为军山气象站科普园，供市民进行参观和科普教育。